# WICB Professional Cricket League Regional 4 Day Tournament 2017/18
Der WICB Professional Cricket League Regional 4 Day Tournament 2017/18 war die 52. Saison des nationalen First-Class-Cricket-Wettbewerbes in den West Indies und wurde vom 26. Oktober 2017 bis zum 21. Januar 2018 ausgetragen. Gewinner war Guyana, der seine neunte Meisterschaft gewann.

## Format
Die sechs Mannschaften spielten in einer Gruppe gegen jedes andere Team jeweils zwei Mal. Für einen Sieg gibt es 12 Punkte, für ein Unentschieden sechs, für ein Remis drei und für ein abgesagtes Spiel einen Punkt. Zusätzlich gibt es Bonuspunkte für die Batting- und Bowling-Leistungen im ersten Innings. Die Mannschaft mit den meisten Punkten am Saisonende gewinnt den Wettbewerb.

## Resultate
Tabelle
| Team                | Sp. | S | N | U | R | Bat | Bwl | Ded | BP   | Punkte |
| ------------------- | --- | - | - | - | - | --- | --- | --- | ---- | ------ |
| Guyana              | 10  | 7 | 0 | 1 | 2 | 0   | 0   | 0   | 18.8 | 116.8  |
| Barbados            | 10  | 3 | 2 | 0 | 5 | 0   | 0   | 0   | 63.4 | 114.4  |
| Leeward Islands     | 10  | 2 | 4 | 0 | 4 | 0   | 0   | 0   | 58.8 | 94.8   |
| Jamaika             | 10  | 3 | 4 | 0 | 3 | 0   | 0   | 0   | 48.6 | 93.6   |
| Windward Islands    | 10  | 2 | 4 | 1 | 3 | 0   | 0   | 0   | 44.6 | 85.6   |
| Trinidad und Tobago | 10  | 2 | 5 | 0 | 3 | 0   | 0   | 0   | 49.4 | 82.4   |

Sieg: 12 Punkte; Remis: 3 Punkte